# 2/2
《2/2》是2005年上映的电影。改编自中岛美雪根据她1995年和1997年上演的《夜会》创作的小说。在日本和越南两个国家进行了外景拍摄，是中京电视台35周年的纪念作品。

## 剧情介绍
- 上原莉花为自己无意识地做出妨碍自己获得幸福的行为而烦恼。为了调整心情，她去了越南旅行，并在越南遇到了麻烦。但同时她也逐渐了解了自己的过去...
- 虽然故事情节几乎相同，但与上原莉花的成长经历作为故事关键的夜会版和原作不同，本电影上原莉花和矢泽圭的关系是故事的关键，内容的不同也很明显。

- 夜会版中，圭的存在在1995年的首演仅在最后阶段有意义。1997年再演时，场景虽然增加了，但基本上是同样的待遇。
- 原作虽然在后半部分中加入了解开谜团的角色，但与故事的关键 (即莉花的身世) 没有任何关系。
- 富冈彩子是电影原创的主角。

- 另外，莉花无意识中伤害自己的行为等场景，虽然也有以夜会版和原作为基础，但在电影中加入了恐怖元素和向他人暗示伤害行为的场景等，所以整体上的印象与夜会版和原作印象不同。

## 制作
- 原作：中岛美雪 (幻冬舍的《2/2》)
- 企划：田村伸夫、北侧司
- 制作人：伊豫田祐司、鹿糠雅博、小林寿夫
- 编剧：藤平久子、伊藤秀裕
- 导演：伊藤秀裕
- 摄影：藤泽顺一
- 灯光：金泽正男
- 艺术指导：山崎辉、大庭勇人
- 协力：Excellent Film
- 制作：《2/2》制作委员会、CTV、株式会社GP・GATE

## 演员
- 上田莉花：濑户朝香
- 矢泽圭：渡部笃郎
- 富冈彩子：高岛礼子

## 主题曲
- 《竹之歌》中岛美雪
- 《别为打翻的牛奶哭泣》中岛美雪

这些歌曲都是《夜会》的原版，收录在专辑《日-WINGS》中。